# Резеда жёлтенькая
Резеда жёлтенькая (лат. Reseda luteola) — однолетнее или двулетнее растение; вид рода Резеда (Reseda) семейства Резедовые (Resedaceae).

## Названия
Растение также известно под названиями «вау», «церва» или «резеда красильная», «желтоцвет», «желтянка», «желтуха», которые указывают на красильные качества растения.

## Распространение и экология
Европейско-кавказский вид. В диком виде произрастает в Северной Африке, Передней и Средней Азии, Центральной и Южной Европе, на Украине (в основном в Крыму), в Молдавии и на Кавказе.

## Биологическое описание

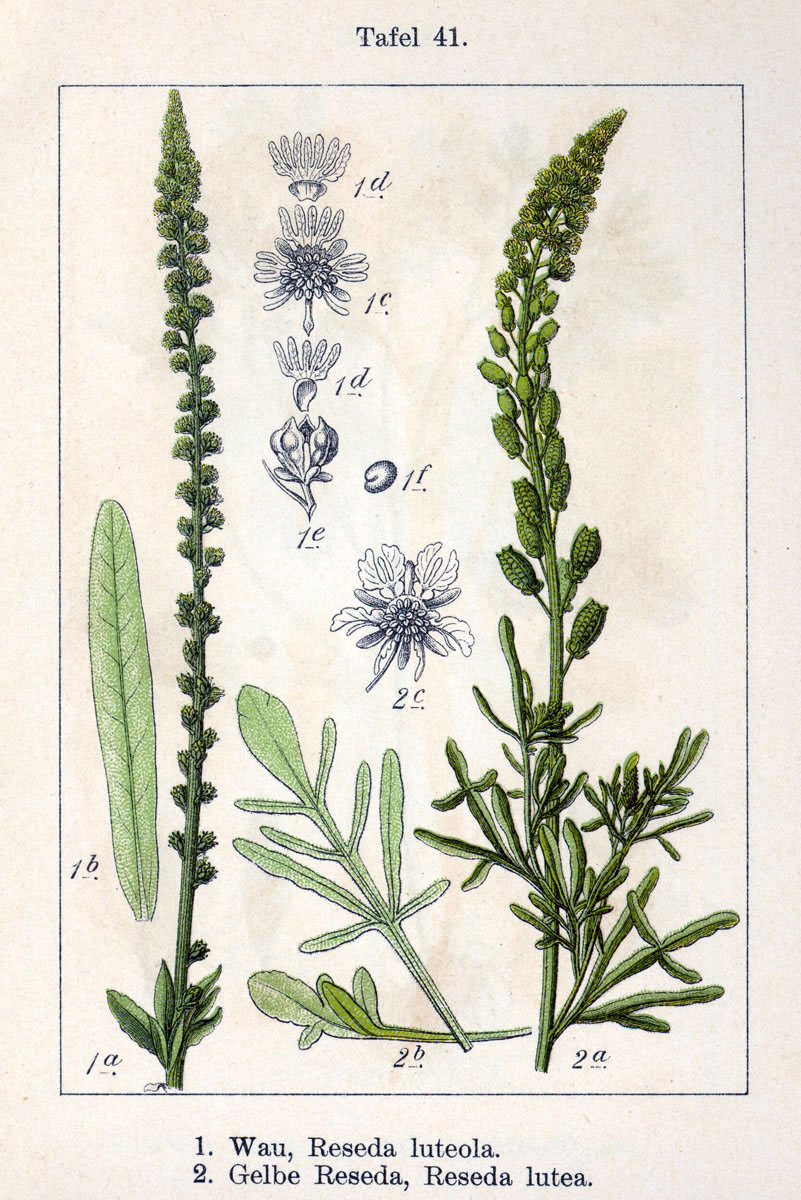
Резеда жёлтенькая (слева).

Растение высотой 30—130 см, схожее с резедой жёлтой, но имеет 4 чашелистика. Цветки с зеленовато-жёлтыми или светло-жёлтыми лепестками, появляются на второй год.

## Химический состав
В корнях и листьях содержится горчичное эфирное масло; в корнях и траве — алкалоиды резедин и резединин; в семенах — жирное масло и изотиоцианат глюкобарбарин; в листьях — производное флавона — жёлтый пигмент лютеолин, а также синий пигмент.
Красящее вещество лютеолин было выделено в первый раз Шеврелем в 1832 г., а позднее исследовано Шутценбергером.

## Значение и применение
В народной медицине настои корней и листьев употребляли как потогонное, мочегонное и противоглистное средство. Глюкобарбарин проявляет антитиреоидную активность.
Масло из семян пригодно для лакокрасочного производства и медицинских целей.
Из растения с I века до нашей эры получают жёлтую краску для шёлка и шерсти. С этой целью оно раньше широко культивировалось во Франции, Германии, на юге России и в Армении. К концу века использование резеды жёлтенькой для окраски резко снизилось ввиду использования химических красителей и из-за того, что окрашенные хлопчатобумажные ткани плохо выдерживали мыло.

## Классификация

### Таксономия
Reseda luteola L., 1753, Species Plantarum 1: 448.
|  |                                      |  |                                                             |                                                             |                     |  | ещё 28 семейств (согласно Системе APG II) | ещё 28 семейств (согласно Системе APG II) |                       |  |  |  | ещё около 60 видов |
|  |                                      |  |                                                             |                                                             |                     |  | ещё 28 семейств (согласно Системе APG II) | ещё 28 семейств (согласно Системе APG II) |                       |  |  |  | ещё около 60 видов |
|  |                                      |  |                                                             | порядок Капустоцветные                                      |                     |  |                                           |                                           | род Резеда            |  |  |  |                    |
|  |                                      |  |                                                             | порядок Капустоцветные                                      |                     |  |                                           |                                           | род Резеда            |  |  |  |                    |
|  | отдел Цветковые, или Покрытосеменные |  |                                                             |                                                             | семейство Резедовые |  |                                           |                                           | вид Резеда жёлтенькая |  |  |  |                    |
|  | отдел Цветковые, или Покрытосеменные |  |                                                             |                                                             | семейство Резедовые |  |                                           |                                           |                       |  |  |  |                    |
|  |                                      |  | ещё 44 порядка цветковых растений (согласно Системе APG II) | ещё 44 порядка цветковых растений (согласно Системе APG II) |                     |  |                                           | ещё около 70 родов                        | ещё около 70 родов    |  |  |  |                    |
|  |                                      |  |                                                             | ещё 44 порядка цветковых растений (согласно Системе APG II) |                     |  |                                           |                                           | ещё около 70 родов    |  |  |  |                    |

Выделяют 1 подвид
- Reseda luteola subsp. biaui (Pit.) Maire, 1932, Cat. Pl. Maroc 318.  [syn.  Reseda biaui Pit. , 1918, Contr. Fl. Maroc 4.]

### Синонимы
- Arkopoda luteola (L.) Raf.
- Luteola resedoides Fuss
- Luteola tinctoria Webb & Berthel.
- Reseda crispata Link
- Reseda dimerocarpa (Müll.Arg.) Rouy & Foucaud
- Reseda gussonei Boiss. & Reut.
- Reseda luteola subsp. dimerocarpa (Müll.Arg.) Abdallah & de Wit
- Reseda luteola subsp. gussonei (Boiss. & Reut.) Franco
- Reseda pseudovirens Friv. ex Hampe